# Jacob Berab
 (novembre 2024).
Si vous disposez d'ouvrages ou d'articles de référence ou si vous connaissez des sites web de qualité traitant du thème abordé ici, merci de compléter l'article en donnant les références utiles à sa vérifiabilité et en les liant à la section « Notes et références ».
Jacob Berab ( hébreu : יעקב בירב   ), également orthographié Berav ou Bei-Rav, et connu sous le nom de Mahari Beirav (1474 - 3 avril 1546), était un rabbin et talmudiste influent surtout connu pour sa tentative de réintroduire la semikhah classique (ordination rabbinique ).